# アダン

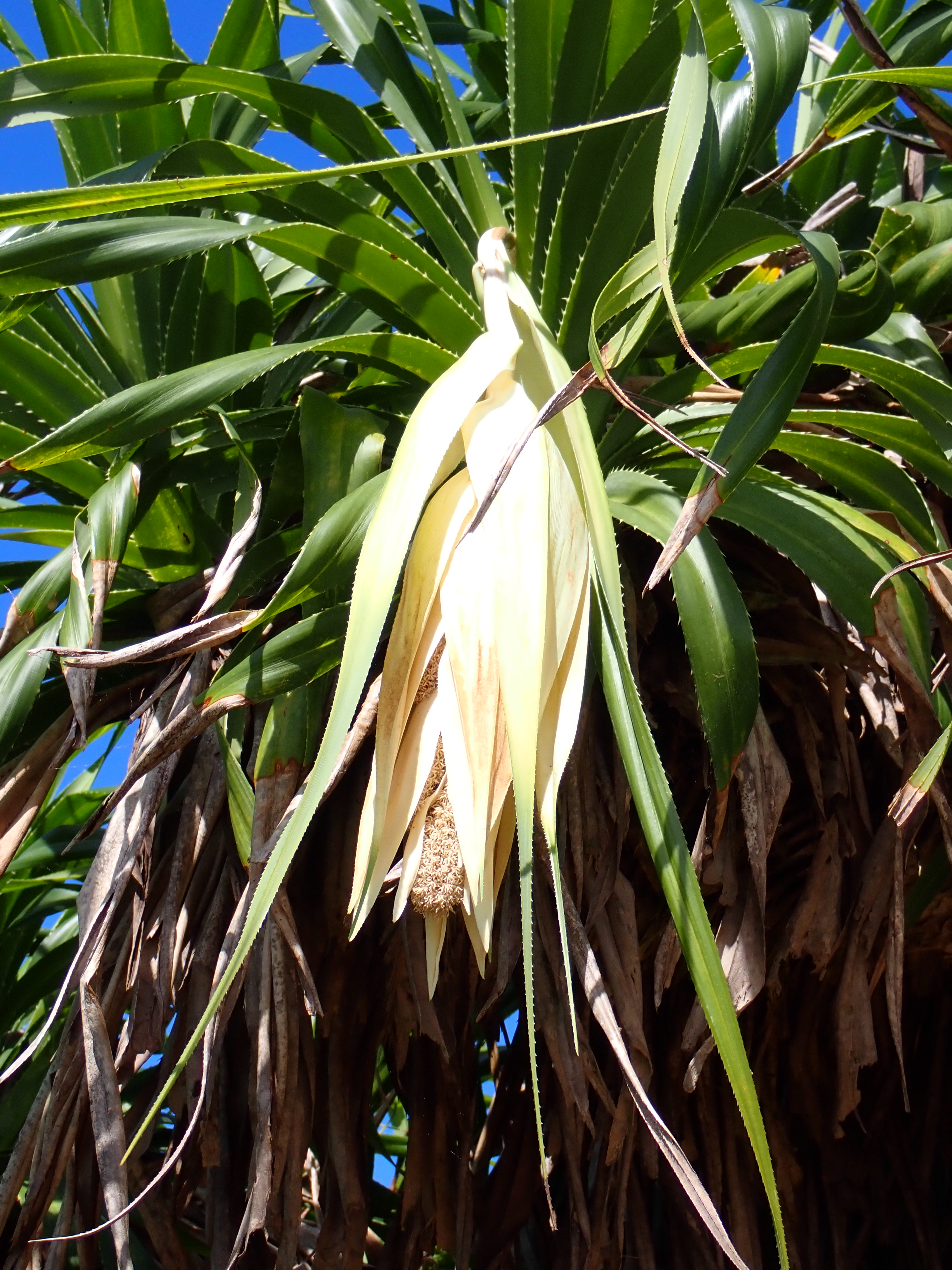
雄花（2024年6月 沖縄県宮古島市伊良部島）

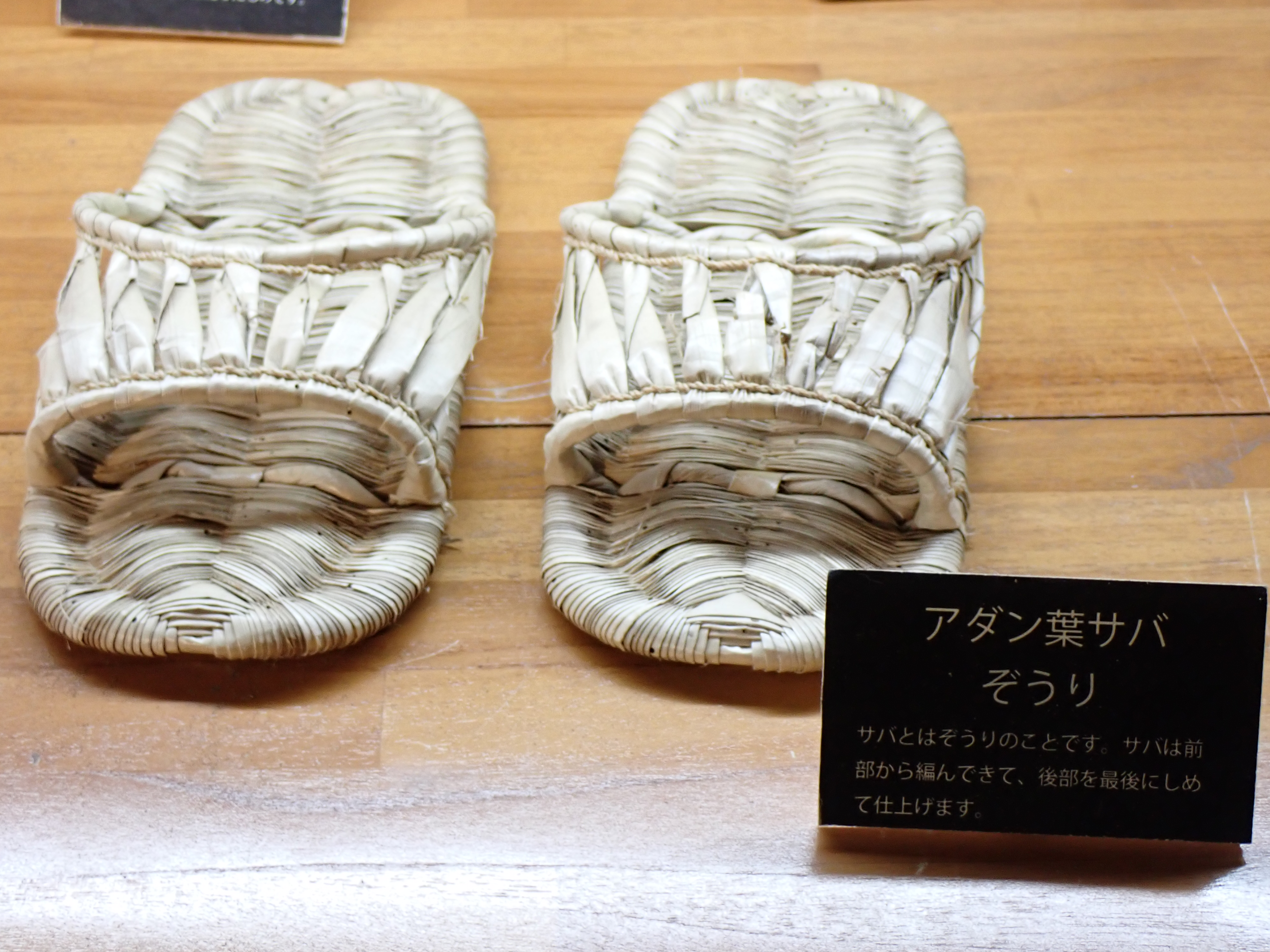
アダンの葉から作られた草履（2025年1月 熱帯ドリームセンター）

アダン（阿檀・亜壇、学名: Pandanus odoratissimus）は、タコノキ科タコノキ属の常緑小高木。亜熱帯から熱帯の海岸近くに生育し、非常に密集した群落を作る。時にマングローブに混生して成育する。

## 分布
日本では南西諸島の内、トカラ列島以南、奄美大島、沖縄の沿岸域に分布する。中国南部や東南アジアにも見られる。亜熱帯から熱帯の海岸に生える。
ポリネシアを中心に生育する P. tectorius Sol. ex Parkinson も混同される場合があるが、これは別種であるとされる。近縁種についてはタコノキ属を参照。

## 形態・生態
高さ 2 - 6メートル (m) ほどになる常緑の小高木。幹は大きく屈曲し、成長とともに太い枝が横に展開し、そこから気根（支柱根）を垂らして接地する。この支柱根が木を安定させ、風倒を防いでいる。樹皮は淡褐色で、波状の横縞があり、突起がまばらに生える。
葉は下から順に枯れ上がり、頭頂部のみに茂る。葉身は幅 3 - 5センチメートル (cm) 、長さ 1 - 1.5 mにも達する細長い披針形。基部はやや広がっており、茎を包むような形で生じる。葉は皮質で硬く厚く、落ちても茎には跡が残る。アダンの葉の辺縁部や主脈には鋭い棘がある。主脈上のそれは先端近くでは先向き、根本近くでは根本向きになっており、中程では交互の向きに並んいるため、どちら向きにでも刺さるようになっている。
花期は6 - 8月ごろ。雌雄異株であり、夏季に雄株は房状の花序、雌株は球状で小型の花序をつける。雄花序は長さ 20 - 25cmであり、複数の緑色 - 黄白色の葉状の総包と白色の肉穂花序からなる。総包は長さ 10 - 20 cm、肉穂花序は 4 - 5 cm ほど。肉穂花序は多数の小枝に分岐しており、そこから多数の雄蕊が生じる。雌花序は太い軸の先端から生じる広楕円形。葉状で白色の長さ 10 - 20cmの総包十数枚を伴う。雌蕊は楕円型。
果実は直径 15 - 20 cmほどでパイナップルに似た外見であり、パイナップルと同様に集合果である。個々の果実は倒卵形で、長さ 4 - 6 cm、幅 3 - 5 cm。内果皮は繊維質、外果皮は肉質。若いうちは緑色だが、熟すと黄色からオレンジ色になり、甘い芳香を発する。果実はヤシガニが好んで食べる。

## 利用
葉や幹の繊維は利用価値が高く、葉は煮て乾燥させた後、パナマ帽等の細工物としたり、細く裂いて糸とし、筵（敷物）やカゴを編む素材として利用される。観葉植物や街路樹としても利用される。
沖縄では古くからその葉で筵やござ、座布団、草履を作るなどの利用があった。凧の糸にもアダンの繊維を撚った糸がもつれにくく適しているという。明治時代以降、加工技術の進歩に伴い、巻き煙草入れや手提げ鞄などが作られるようになったが、その後新たな素材の出現で衰えた。葉を漂白して作られたアダン葉帽子は一時期にブームを起こし、国外にまで輸出されるほどの好評を得た。モーリシャスでは製紙原料とされるとも言う。また、気根を裂いて縄とし、またその縄を編んでアンツクという手提げ鞄とする事も八重山では伝統的に行われ、これに昼食用の芋や豆腐などを入れて畑に出たという。
防潮林・防風林・砂防林としても利用され、また観賞用に庭園などに栽培されることもある。
パイナップルのような外観と甘い芳香のため、果実はいかにも美味に見えるが、ほとんどが繊維質で人間が食べるのには適さない。果実の表面に存在する突起の一箇所ごとが種子になっていて、その中心の松の実のような柔らかい白い箇所が可食部である。果実は硬い繊維質に包まれており、可食部を取り出す手間に見合う味と量ではないため、現在の沖縄県で食べる習慣は廃れてしまったが、過去にはアダンの果実でアンダンスーを作った。また、沖縄では昔食用とされたことからお盆には仏前にアダンの果実を供える習慣があったが、現在はパイナップルが使われる。また、石垣島ではアダンの柔らかい新芽を法事やお盆などの際の精進料理に用いる習慣がある。他の野菜と共に精進煮とし、くせのない若筍のような味だというが、灰汁を抜かないと食べられず、手間がかかるため現在ではあまり食用にされない。
葉を編んで作った指ハブというジョークグッズがある。

## アダンの登場する作品

### 楽曲
- 中島みゆき『阿檀の木の下で』（『パラダイス・カフェ』収録）
- BEGIN 『パナマ帽かぶって』（『3LDK』収録）
- 青葉市子『アダンの風』

### 映画
- 『ぱいかじ南海作戦』

　　いたずらで実を食べさせられる。